# Thunberginol E
Le thunberginol E est une dihydroisocoumarine présente dans Hydrangeae Dulcis Folium, les feuilles traitées d’Hydrangea macrophylla var. thunbergii.